# Arizona Reid
Arizona Reid (* 11. März 1986 in Gaffney, South Carolina) ist ein US-amerikanischer Basketballspieler. Nach dem Studium in seinem Heimatland wurde Reid Profi in Europa, wo er vor allem in der Schweizer Basketball-Nationalliga spielte. In der ProA 2011/12 spielte er für den deutschen Zweitligisten Mitteldeutscher BC aus Weißenfels, der mit ihm die Meisterschaft in dieser Liga gewann und in die höchste deutsche Spielklasse Basketball-Bundesliga aufstieg. Reid wurde zum Spieler des Jahres in der ProA ernannt.

## Karriere
Reid wuchs in Gaffney (South Carolina) an der Grenze zu North Carolina auf und wechselte 2004 zum Studium an die Universität in High Point. Dort spielte er für das Hochschulteam Panthers in der Big South Conference der NCAA Division I. Die Panthers konnten noch nie eine Meisterschaft dieser Conference gewinnen und waren demzufolge auch während Reids Zeit inie in der landesweiten Endrunde der NCAA vertreten. Reid ist der einzige Spieler der Panthers, der in seiner vierjährigen Collegekarriere mehr als 2.000 Punkte und 1.000 Rebounds erzielen konnte. 2007 und 2008 wurde Reid zum Basketball-Spieler des Jahres der Big South Conference ernannt.
Nach dem Ende seines Studiums unterschrieb Reid 2008 einen Vertrag als Profi beim traditionsreichen italienischen Zweitligisten Pallacanestro Varese. Doch nach einer Fußverletzung in der Saisonvorbereitung wurde der Vertrag schließlich aufgelöst und Reid absolvierte am Ende der Spielzeit noch Spiele für die Devils aus Genf in der Schweizer Basketball-Nationalliga. In der folgenden Spielzeit 2009/10 spielte Reid in der finnischen Korisliiga für Uudenkaupungin Urheilijat Korihait aus Uusikaupunki. Anschließend unterschrieb er auf dem „fünften Kontinent“ einen Vertrag bei den Cairns Taipans in der National Basketball League, der jedoch vor Saisonbeginn wieder gelöst wurde. Anschließend war Reid kurzzeitig im Libanon aktiv, bevor er in die Schweizer Nationalliga zurückkehrte und für den BBC aus Monthey aktiv wurde. Monthey verlor das Pokalfinale nur knapp mit einem Punkt gegen Double-Gewinner Lugano Tigers, gegen die man auch in der Play-off-Halbfinalserie der Meisterschaft in drei Spielen unterlegen war.
In der europäischen Sommerpause 2011 war Reid dann auf den Philippinen im Governor’s Cup der Philippine Basketball Association (PBA) aktiv, bevor er die Saisonvorbereitung für die Saison 2011/12 beim deutschen Erstliga-Absteiger Mitteldeutscher BC in Weißenfels absolvierte. Der MBC entschloss sich zur Verpflichtung von Reid und gewann mit diesem am Ende der Spielzeit die Meisterschaft der ProA 2011/12 und den sofortigen Wiederaufstieg. Reid selbst wurde als Spieler des Jahres der ProA ausgezeichnet. Eine Verpflichtung für die darauffolgende Erstliga-Spielzeit gelang nach Angaben des Vereins nicht. In der Spielzeit 2012/13 wurde Reid dann wieder in der Schweizer Nationalliga aktiv und spielt in Freiburg im Üechtland für Olympic. Danach folgten im Sommer 2013 Stationen in der philippinischen Liga PBA und bei BK Tscherkasski Mawpy in der Ukraine.